# Bruno Massaron
Bruno Massaron (fl. XX secolo) è stato un calciatore italiano, di ruolo difensore.

## Carriera
Con il Verona disputa 7 gare nella stagione 1924-1925.